# Dolina Gąsienicowa

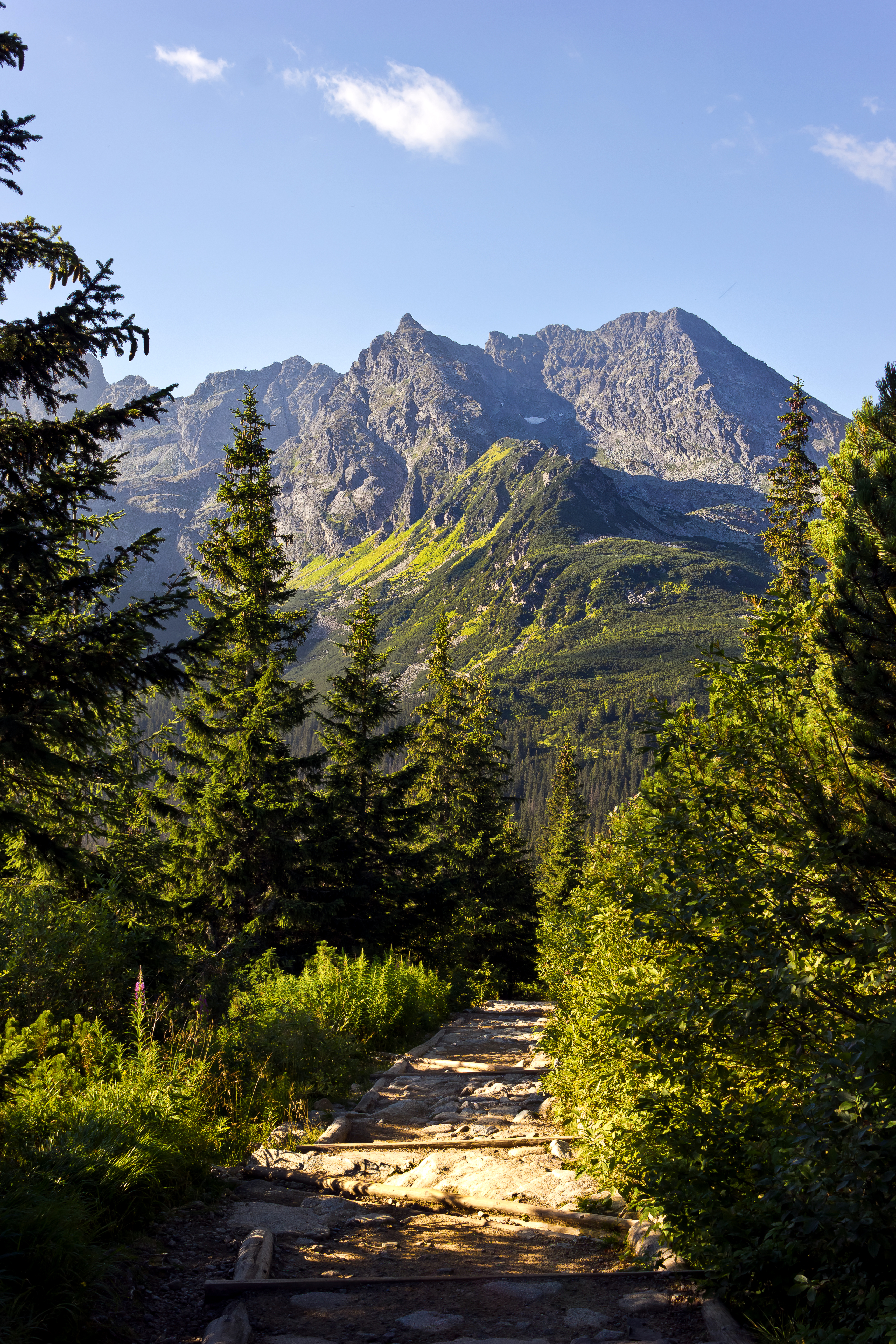
Wanderweg im Tal

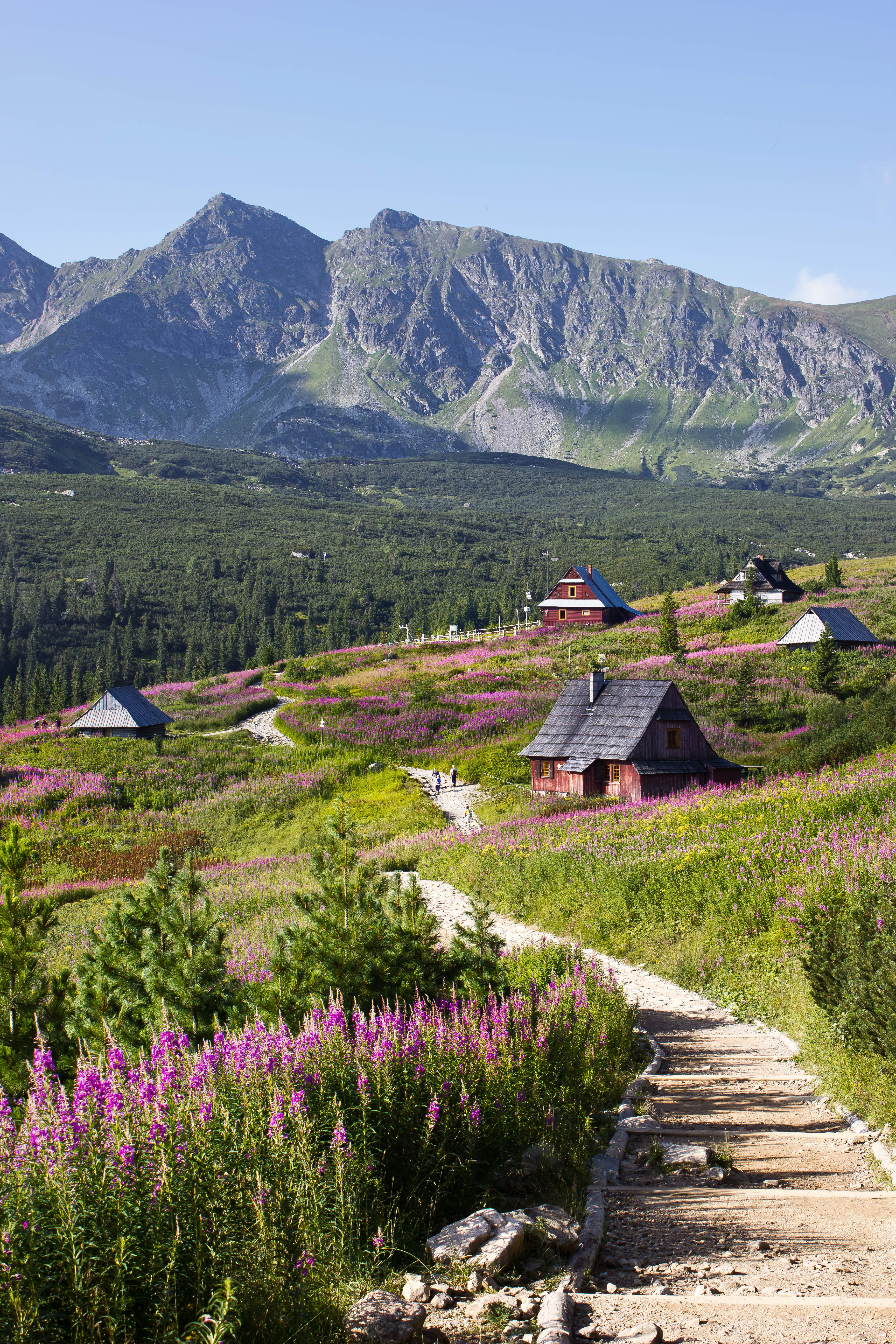
Alm Hala Gąsienicowa mit ehemaligen Almhütten

Die eiszeitlich durch Gletscher geformte Dolina Gąsienicowa ist ein Seitental des Tals Dolina Suchej Wody Gąsienicowej in der polnischen Hohen Tatra und Westtatra in der Woiwodschaft Kleinpolen.

## Geographie
Das Tal ist rund 6 km lang und von über 2300 m hohen Bergen umgeben, u. a. Zawratowa Turnia, Skrajny Granat, Wierch pod Fajki, Żółta Turnia, Mały Kościelec, Kościelec, Beskid, Kasprowy Wierch und Kopa Magura. Es bildet die Grenze zwischen der Hohen Tatra und der Westtatra.
Das Tal fällt von Süden nach Norden von ca. 2300 Höhenmetern auf 1424 Höhenmeter herab. Es wird von den Gebirgsbächen Czarny Potok Gąsienicowy und Sucha Woda Gąsienicowa durchflossen. Die Bäche fließen teilweise unterirdisch. Ein Großteil des Wassers, insbesondere aus dem Seitental Dolina Zielona Gąsienicowa, versickert und fließt unterirdisch in das Dolina Goryczkowa in der Westtatra, wo es als Karstquelle Goryczkowe Wywierzysko wieder zu Tage tritt.
Das Tal hat zwei Seitentäler: Dolina Czarna Gąsienicowa mit den Hängetälern Dolina Kozia, Kościelcowy Kocioł, Kocioł Czarnego Stawu Gąsienicowego und Kocioł Zmarzłego Stawu Gąsienicowego sowie Dolina Zielona Gąsienicowa mit den Hängetälern Świnicka Kotlinka, Dolina Sucha Stawiańska, Mylna Kotlinka, Zadnie Koło und Kocioł Kasprowy.
Im Tal befinden sich die Bergseen
- Czarny Staw Gąsienicowy
- Zmarzły Staw Gąsienicowy

im Tal Dolina Czarna Gąsienicowa
sowie
- Zielony Staw Gąsienicowy
- Długi Staw Gąsienicowy
- Kurtkowiec
- Dwoisty Staw Gąsienicowy
- Zadni Staw Gąsienicowy
- Litworowy Staw Gąsienicowy
- Czerwone Stawki Gąsienicowe
- Mokra Jama
- Kotlinowy Stawek
- Dwoiśniaczek
- Troiśniak
- Dwoiśniak
- Jedyniak
- Samotniak

im Tal Dolina Zielona Gąsienicowa.
Im unteren Bereich befindet sich der Nadelwald Las Gąsienicowy. Zwischen dem Las Gąsienicowy und den Seitentälern liegt die mit Bergkiefern bewachsene Hochebene Roztoka Stawiańska.

## Etymologie
Der Name lässt sich übersetzen als „Gąsienica Tal“. Die Gąsienic waren eine bedeutende Familie aus Zakopane in der Region Podhale am Fuße der Hohen Tatra, denen das Tal, insbesondere die Alm Hala Gąsienicowa, gehört hat.

## Flora und Fauna
Das Tal liegt unterhalb und oberhalb der Baumgrenze. Es ist Rückzugsgebiet für Gämsen, Ziegen, Hirsche, Bären, Luchse, Wölfe und Steinadler.

## Klima
Im Tal herrscht Hochgebirgsklima.

## Almwirtschaft
Vor der Errichtung des Tatra-Nationalparks im Jahr 1954 wurde das Tal seit dem 17. Jahrhundert für die Almwirtschaft genutzt. Es wurde jedoch bereits zuvor von Hirten und Räubern aufgesucht. Im Jahr 1650/1651 soll der Aufständler Aleksander Kostka-Napierski auf der Alm bei den Hirten nach Soldaten geworben haben. Die Almwirtschaft wird urkundlich im Jahr 1653 bezeugt, in der die Alm als Hala Stawów (deutsch: Seenalm oder Tal der Seen) bezeichnet wird. Später tauchte der Name Dolina Siedmiu Stawów (deutsch: Tal der sieben Seen oder Siebenseental) auf. Nach Errichtung des Nationalparks wurden die Eigentümer der Almen enteignet bzw. zum Verkauf gezwungen.

## Tourismus
Auf der Alm Hala Gąsienicowa befindet sich die Berghütte Schronisko PTTK Murowaniec.
Daneben gibt es einige weitere Gebäude im Tal:
- eine alpine Berghütte „Betlejemka“,
- eine Waldhütte „Księżówka“ der Nationalparkverwaltung,
- eine Bergwachthütte „Gawra“ der Nationalparkverwaltung,
- eine Wetterstation der Polnischen Akademie der Wissenschaften – PAN.

Im Tal befinden sich zahlreiche Wanderwege.
- ▬ Ein blau markierter Wanderweg führt von der Schutzhütte Schronisko PTTK Murowaniec durch das Tal am Bergsee Czarny Staw Gąsienicowy zum Bergpass Zawrat.
- ▬ Ein grün markierter Wanderweg führt vom Berg Wierchporoniec zur Berghütte Schronisko PTTK Murowaniec.
- ▬ Ein gelb markierter Wanderweg führt von der Berghütte Schronisko PTTK Murowaniec auf den Bergpass Krzyżne.
- ▬ Ein schwarz markierter Wanderweg vom Bergsee Czarny Staw Gąsienicowy über den Gipfel Mały Kościelec und den Bergpass Karb auf den Gipfel Kościelec.
- ▬ Ein gelb markierter Wanderweg vom Bergsee Czarny Staw Gąsienicowy auf den Gipfel Skrajny Granat.
- ▬ Ein gelb markierter Wanderweg vom Bergsee Zmarzły Staw Gąsienicowy auf den Bergpass Kozia Przełęcz.
- ▬ Ein grün markierter Wanderweg vom Bergsee Zmarzły Staw Gąsienicowy auf den Berg Zadni Granat.
- ▬ Ein schwarz markierter Wanderweg zweigt von dem ▬ grün markierten Wanderweg auf den Bergpass Przełączka nad Dolinką Buczynową ab.
- ▬ Ein gelb markierter Wanderweg führt von der Schutzhütte Schronisko PTTK Murowaniec durch das Tal auf den Gipfel des Kasprowy Wierch.
- ▬ Ein schwarz markierter Wanderweg führt vom Tal Roztoka Stawiańska auf den Bergpass Świnicka Przełęcz.
- ▬ Ein grün markierter Wanderweg führt vom Tal Roztoka Stawiańska auf den Bergpass Liliowe.
- ▬ Ein blau markierter Wanderweg verbindet den ▬ schwarz markierten Wanderweg mit dem Bergpass Karb.

Östlich oberhalb des Tals führt der Höhenweg Orla Perć, den man auf markierten Wanderwegen vom Tal erreichen kann. Im westlichen Teil des Tals gibt es eine Sesselbahn Hala Gąsienicowa auf den Kasprowy Wierch und eine Skipiste Gąsienicowa vom Kasprowy Wierch in den Zakopaner Stadtteil Kuźnice.

## Panorama

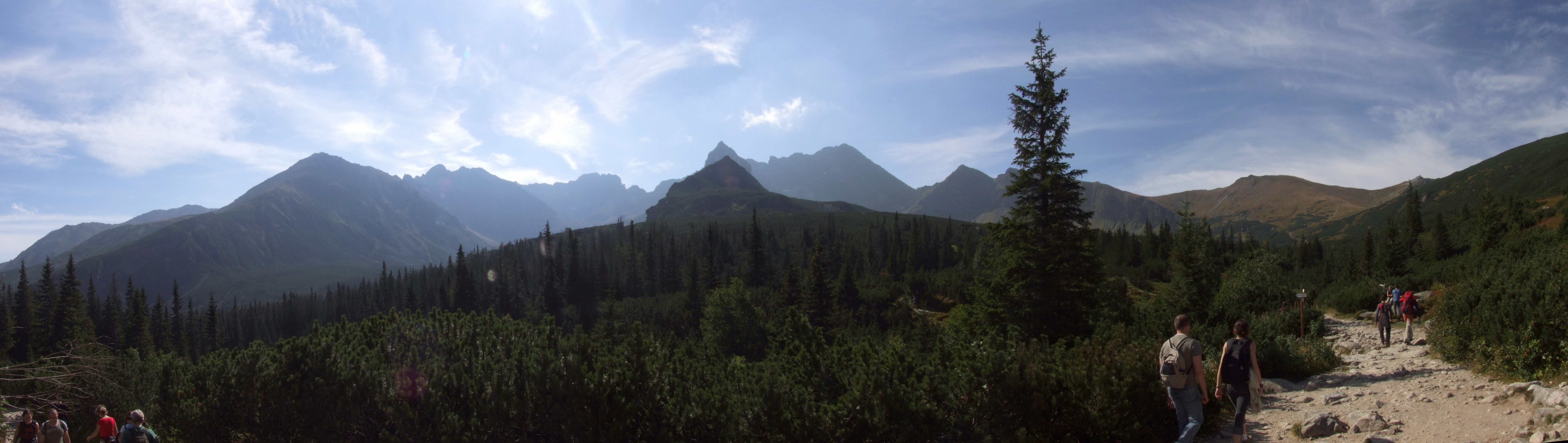
Panorama des Tals von der Alm Hala Gąsienicowa, in der Bildmitte das Massiv des Kościelec, das die Seitentäler Dolina Czarna Gąsienicowa (nördlich – hier links) und Dolina Zielona Gąsienicowa (südlich – hier rechts) teilt.